# Волынщино (Московская область)
Волынщино — деревня сельского поселения Волковское Рузского района Московской области.
До 2006 года Волынщино входило в состав Волковского сельского округа. Численность постоянно проживающего населения — 62 человека на 2006 год.

## География
Деревня расположена в центральной части района, в 5 километрах севернее Рузы, высота центра над уровнем моря 253 м. Волынщина находится на южном берегу Озернинского водохранилища (ранее — левый берег реки Рузы), где располагается бывшее имение князя В. М. Долгорукова-Крымского Волынщина-Полуектово с усадебной церковью Трёх Святителей 1781 года постройки.
В деревне имеется одна улица — Озёрная